# Vlag van Aga-Boerjatië
De vlag van Aga-Boerjatië vertoont een grote gelijkenis met de vlag van Boerjatië. De vlag heeft drie gelijke verticale banen van blauw, geel en wit. In het midden staat een gele sojombo-symbool, een cultureel symbool van het Mongolen dat een vlam van de haard, de zon en de maansikkel combineert, en de maansikkel. De symboliek van de sojombo-symbool is dezelfde als in de vlag van Boerjatië. De vlag werd op 4 juli 2001 aangenomen.
Blauw staat voor eeuwigheid, vrijheid, de zuiverheid van de natuur, respect, goede relaties, vrede en harmonie tussen mensen. Het is ook de kleur van een Mongoolse khadag, een zijden sjaal die traditioneel wordt gegeven aan geëerde gasten en ouderen als teken van respect, zegening, geluk en een lang leven. Geel is de kleur van het geloof en wordt geassocieerd met de religie van het volk, het boeddhisme. Wit symboliseert eerlijkheid, zuiverheid van gedachten, welzijn, rijkdom en doet denken aan de kleur van zuivelproducten, die belangrijk zijn voor de cultuur. De sojombo werd op 5 oktober 2009 aangepast zodat de halve maan nu smaller is en de vlam overeenkomt met de asymmetrische versie die op het wapenschild wordt gebruikt.
Een eerdere vlag, gebruikt van 27 november 1996 tot en met 4 juli 2001, had een gele streep aan de broeking met de soyombo in blauw. Drie horizontale strepen op de vlucht weerspiegelden de Russische vlag wit-blauw-rood. De breedte van de gele baan was ongeveer 1/6 van de lengte van de vlag. Deze eerste vlag werd ontworpen door Batozhargal Shagdarov.
Op 1 maart 2008 werd het samengevoegd met de oblast Tsjita tot de kraj Transbaikal en hervormd tot de okroeg Aga-Boerjatië. Daarmee kwam de vlag te vervallen.